# Thais Russomano
Thais Russomano (Porto Alegre, 25 settembre 1963) è un medico e ricercatrice brasiliana, specializzata in medicina spaziale, fisiologia spaziale, ingegneria biomedica e telemedicina.

## Biografia

### Formazione
Thais Russomano cresce nella città di Pelotas nel sud del Brasile, studia medicina presso l'Università federale della stessa città e si laurea nel 1985. Nei quattro anni successivi si specializza in medicina interna e d'urgenza presso l'Hospital de Clinicas de Porto Alegre.
Volendo dedicarsi allo studio della medicina aerospaziale, è costretta a lasciare il paese d'origine, che non offre il corso specifico, per iscriversi alla Wright State University di Dayton, dove nel 1991 porta a termine un master in Medicina aerospaziale. L'anno successivo si dedica ad un altro percorso formativo in Chirurgia in assenza di gravità, istituito dalla NASA presso il Lyndon B. Johnson Space Center.
Gli anni dal 1994 al 1998 li trascorre al King's College London dove completa il dottorato di ricerca in Fisiologia spaziale, sotto la guida del vice maresciallo John Ernsting. Successivamente lavora per tre anni presso il Centro aerospaziale tedesco di Colonia, prima di tornare in Brasile e fondare nel 1999 il Centro di microgravità. Di nuovo a Londra nel 2007, completa al King's College London un ulteriore percorso di ricerca post-dottorato in Scienze dello spazio.

### Carriera
Il suo campo di interesse, da più di venticinque anni, riguarda l'osservazione del corpo umano, che si è evoluto nel corso di migliaia di anni sotto l'influenza della gravità terrestre, e la sua capacità di adattarsi o meno agli ambienti di gravità inferiore che si trovano nello spazio e su altri pianeti. Per condurre ricerca su tale tema si avvale di competenze specifiche attinenti alla medicina aerospaziale, alla fisiologia umana, all'ingegneria biomedica, alla telemedicina e alla sanità elettronica, discipline da lei combinate con l'insegnamento multidisciplinare a livello universitario.
All'interno dell' università PUCRS nel 1999 fonda il Microgravity Center (MicroG), primo centro in America Latina di ricerca sulle Scienze della vita applicate allo spazio. Vi lavorerà fino al 2017 facendolo diventare un centro di ricerca riconosciuto a livello internazionale.
Ritorna al King's College di Londra in veste di professoressa invitata per un certo numero di anni, prima di essere formalmente assunta come docente senior, presso il Center for Human and Applied Physiological Sciences (CHAPS) School of Basic & Medical Biosciences; qui collabora a corsi di specializzazione in tema di aviazione e spazio, e tiene lezioni sulla funzione polmonare nello spazio, sulla telemedicina e sanità elettronica; si occupa della supervisione e co-supervisione per tesi di laurea magistrale e tesi di dottorato.
Grazie alla vasta esperienza internazionale e avendo partecipato a numerosi eventi scientifici in oltre 30 paesi diversi, la sua produzione scientifica conta oltre 200 articoli pubblicati.

#### Incarichi
- consulente per la Skolkovo Foundation di Mosca
- membro affiliato del King's Brazil-Institute
- membro del Mars One Advisory Board[7]
- direttrice delle relazioni internazionali per la HuSCO (Regno Unito), Human Spaceflight Capitalization Office
- direttrice di International Space Medicine Consortium (USA)
- CEO de InnovaSpace Ltd (Regno Unito)[8][9]

#### Docenze
- alla School of Medicine dell'Università di Lisbona si occupa di coordinare lo Space Network (Rede Espaço)[10]
- all'Institute of Technology, European Campus di Pfarrkirchen conduce il master in informatica medica
- all'Accademia Internazionale di Medicina Aeronautica e Spaziale (IAASM)
- all'Accademia internazionale di astronautica (IAA)[11]
- al King's College di Londra
- all'Università Aalto in Finlandia insegna Space and Design
- alla Greek Aerospace Medical Association a Salonicco
- alla facoltà di medicina dell'Università di Varsavia
- alla facoltà di medicina dell'Università di Kaunas
- all'Università di New York
- alla Società brasiliana di medicina aerospaziale
- al Deggendorf InstiPubblicazioni (Elenco parziale) Russomano T, João De Carvalho Castro Fisiologia Aerospacial, EdiPUCRS, 2012Russomano T. Traição, EdiPucrs & AGE Editora 2010Vernikos J, Russomano T. Gravidade - Esta Grande Escultora, EdiPucrs, 2009Russomano T, Falcao FP, Dalmarco G. The Effects of Hypergravity and Microgravity on Biomedical Experiments, Morgan & Claypool, 2008tute of Technology, European Campus
- all'Università federale di scienza della salute di Porto Alegre

## Pubblicazioni
(Elenco parziale)
- Russomano T, João De Carvalho Castro Fisiologia Aerospacial, EdiPUCRS, 2012
- Russomano T. Traição, EdiPucrs & AGE Editora 2010
- Vernikos J, Russomano T. Gravidade - Esta Grande Escultora, EdiPucrs, 2009
- Russomano T, Falcao FP, Dalmarco G. The Effects of Hypergravity and Microgravity on Biomedical Experiments, Morgan & Claypool, 2008